# 吉備池廃寺跡

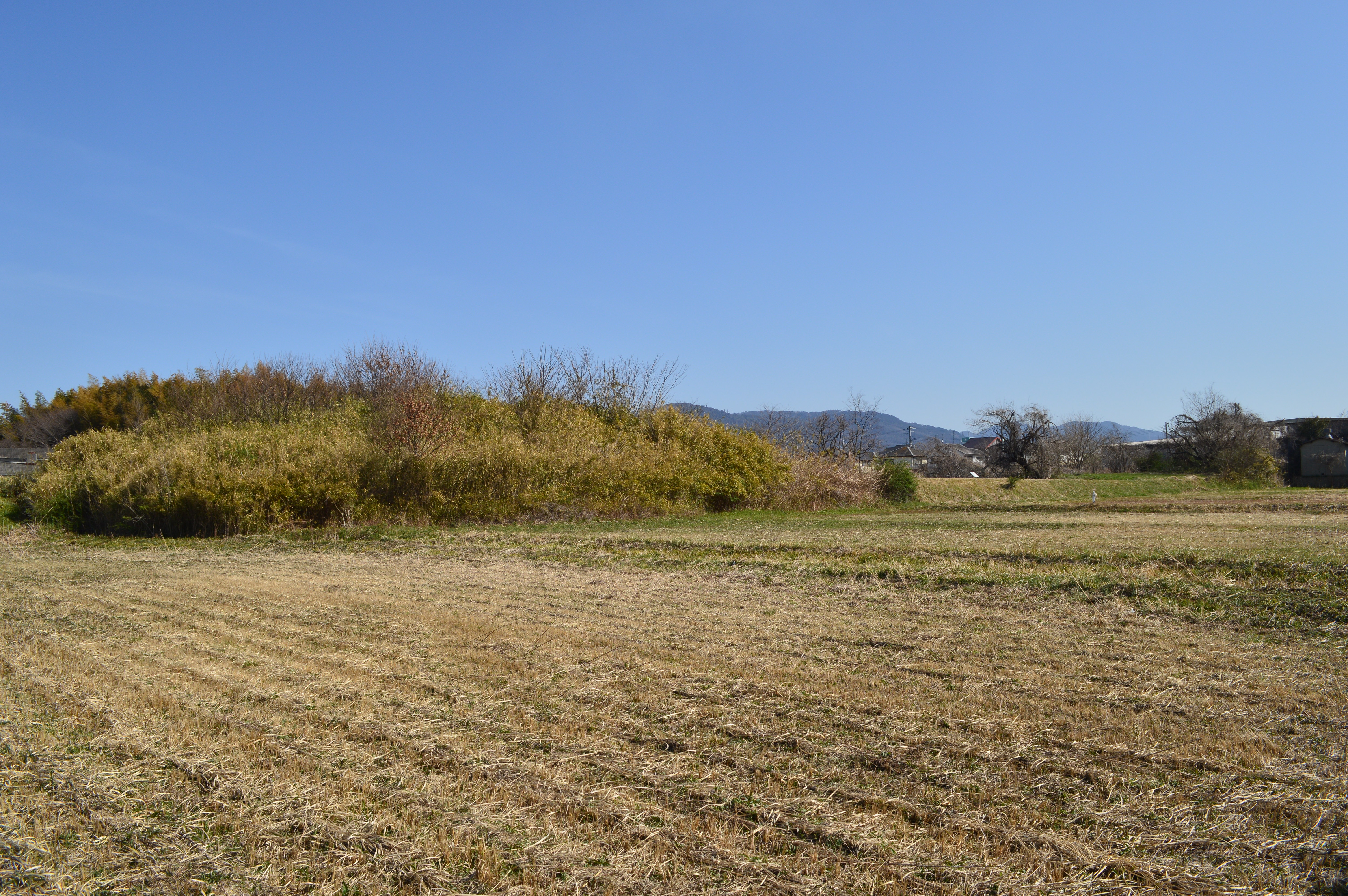
吉備池廃寺跡 伽藍左に塔跡、右奥に金堂跡、間に吉備池南堤。

吉備池廃寺跡（きびいけはいじあと）は、奈良県桜井市吉備にある古代寺院跡。国の史跡に指定されている。
第34代舒明天皇によって建立された百済大寺（くだらのおおでら：大安寺前身寺院）に比定する説が確実視される。

## 概要
奈良盆地南東、天香久山の北東にある近世期溜池の吉備池南岸に位置する。現在では主要伽藍の北半は吉備池と重複する。1997-2000年度（平成8-12年度）に主な発掘調査が実施されている。
伽藍は法隆寺式伽藍配置で、金堂・塔・中門・回廊・僧房の遺構が検出されている。法隆寺式伽藍配置としては最古の例になるほか、推定高さ80-90メートルの九重塔や金堂および伽藍の規模は同時代の国内寺院をはるかに凌ぎ、新羅の皇龍寺や文武朝の大官大寺に匹敵するとして注目される。創建時期は飛鳥時代の630年代-640年代初頭と推定され、ほどなく移建されたと見られることから、第34代舒明天皇によって舒明天皇11年（639年）に建立された百済大寺（大安寺前身寺院）の遺構に比定する説が確実視される。「幻の寺」とされた百済大寺が近年の発掘調査によって確実視された貴重な例であるとともに、初めての天皇勅願の官寺である百済大寺を通して当時の仏教文化の興隆を知るうえで、また新羅皇龍寺との関係から当時の東アジア世界情勢を考察するうえでも重要視される寺院跡になる。
寺域は2002年（平成14年）に国の史跡に指定されている。

## 歴史

### 古代
| 年     | 寺名      | 国郡          | 関係者    | 比定地        |
| ------ | --------- | ------------- | --------- | ------------- |
| 617年? | 熊凝精舎? | 大和国平群郡? | 聖徳太子? |               |
| 639年  | 百済大寺  | 大和国十市郡  | 舒明天皇  | 吉備池廃寺跡  |
| 673年  | 高市大寺  | 大和国高市郡  | 天武天皇  | 木之本廃寺跡? |
| 677年  | 大官大寺  | 大和国高市郡  | 天武天皇  | 木之本廃寺跡? |
| 701年  | 大官大寺  | 大和国高市郡  | 文武天皇  | 大官大寺跡    |
| 716年  | 大安寺    | 大和国添上郡  | 道慈      | 大安寺        |

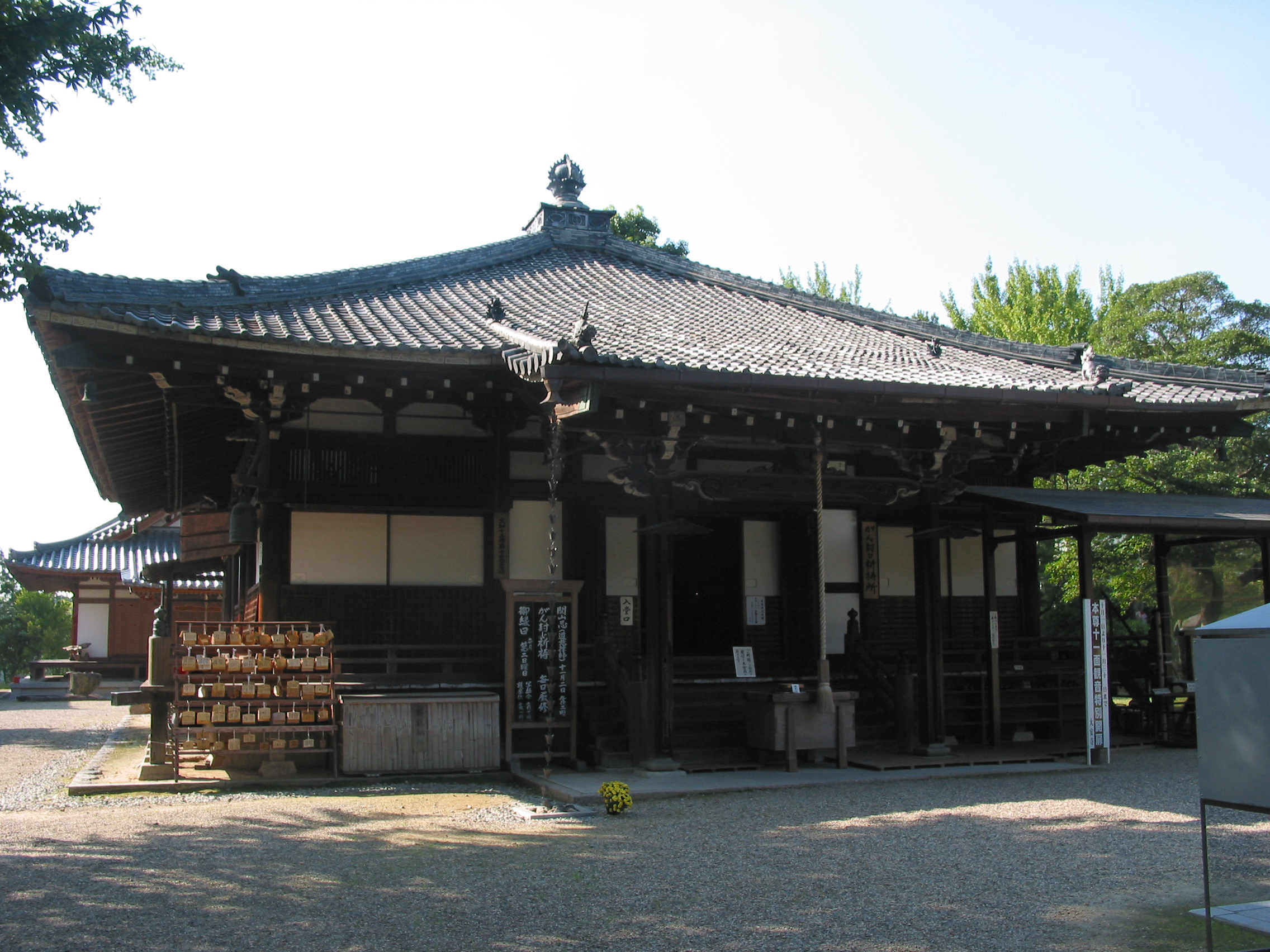
大安寺（奈良市）

吉備池廃寺は、第34代舒明天皇によって大和国十市郡に建立された百済大寺（くだらのおおでら）に比定する説が有力視される。
百済大寺は大安寺（奈良市：南都七大寺の1つ）の前身寺院であり、『大安寺伽藍縁起并流記資財帳』等の伝承では聖徳太子創建の熊凝精舎（熊凝寺/熊凝道場）に起源を持ち、太子は田村皇子（のちの舒明天皇）に熊凝精舎を大寺として造営することを託したという。『日本書紀』では、舒明天皇11年（639年）に舒明天皇によって百済宮とともに大寺が建立され、舒明天皇11年12月には百済川のほとりに九重塔が建立されたと見える。また『大安寺伽藍縁起并流記資財帳』では、建立の際に子部社を切り開いたため、社の神が怨んで九重塔と金堂石鴟尾を焼き破ったと伝える。その後、百済大寺は天武天皇2年（673年）に天武天皇によって高市大寺に移され、天武天皇6年（677年）には大官大寺と改称、大宝元年（701年）には文武天皇によって藤原京新造に伴い移転、霊亀2年（716年）には平城京遷都に伴い奈良に移転していくこととなる（現在の大安寺）。
吉備池廃寺の発掘調査によれば、堂塔・伽藍の規模は同時代の国内寺院をはるかに凌ぎ、新羅の皇龍寺跡や文武朝の大官大寺跡に匹敵する国家の大寺レベルになる。また創建期は630年代-640年代初頭と推定されるほか、葺替用の瓦は認められず、瓦の出土点数も少なく、ほどなくして別の場所に移建されたことが確実であることから、吉備池廃寺を百済大寺に比定する説が確実視される。その場合、吉備池廃寺の南を流れる米川が当時の「百済川」に比定される。百済大寺の比定地としては他に百済寺（広陵町）に比定する説もあったが、同寺では飛鳥時代の遺構・遺物は認められておらず、現在では否定的である。
吉備池廃寺の廃絶後、一帯は藤原京の京域に含まれて条坊制が施工されており、付近では三条大路・三条条間路が検出されている。平城京遷都後には条里制が施工され、水田化したと見られる。
平安時代の11世紀前半頃には、当該時期の瓦の出土から付近に小規模な瓦葺仏堂の建立が示唆される。

### 近世
近世期には、伽藍北半において農業用溜池として吉備池が築造されている。奈良盆地では、近世初期に平坦地の周囲に築堤して水を溜める「皿池」形態の溜池が多数築造されており、吉備池もその1つとされる。吉備池の築堤は金堂・塔の基壇を取り込む形で築造されている。

### 近代以降
近代以降の変遷は次の通り。
- 1980年代、前園実知雄により吉備寺跡に比定する説[4]。
- その後、木之本廃寺への瓦を生産する瓦窯跡とする説が有力視[4]。
- 1996年度（平成8年度）、池堤の護岸工事に伴う調査：飛鳥藤原第81-14次調査。寺院跡と判明し「吉備池廃寺」と命名（奈良国立文化財研究所・桜井市教育委員会、2003年に報告書刊行）[4]。
- 1997-2000年度（平成8-12年度）、計画学術調査（奈良国立文化財研究所・桜井市教育委員会、2003年に報告書刊行）[4]。
  - 1997年度（平成9年度）、塔・南面回廊の調査：飛鳥藤原第89次調査。
  - 1998年度（平成10年度）、南面・西面回廊の調査：飛鳥藤原第95次調査。
  - 1999年度（平成11年度）、東面回廊・僧房ほかの調査：飛鳥藤原第105次調査。
  - 2000年度（平成12年度）、中門・僧房の調査：飛鳥藤原第111次調査。
- 1998年度（平成10年度）以降、住宅建設等に伴う事前調査（桜井市教育委員会・桜井市文化財協会）[4]。
  - 1998年度（平成10年度）、僧房部分の調査：桜井市第9次調査。
  - 2000年度（平成12年度）、北外周部の調査：桜井市第11次調査。
  - 2001年度（平成13年度）、南外周部の調査：桜井市第12次調査。
  - 2002年度（平成14年度）、東外周部の調査：桜井市第13次調査。
- 2002年（平成14年）3月19日、国の史跡に指定[2]。

## 遺構

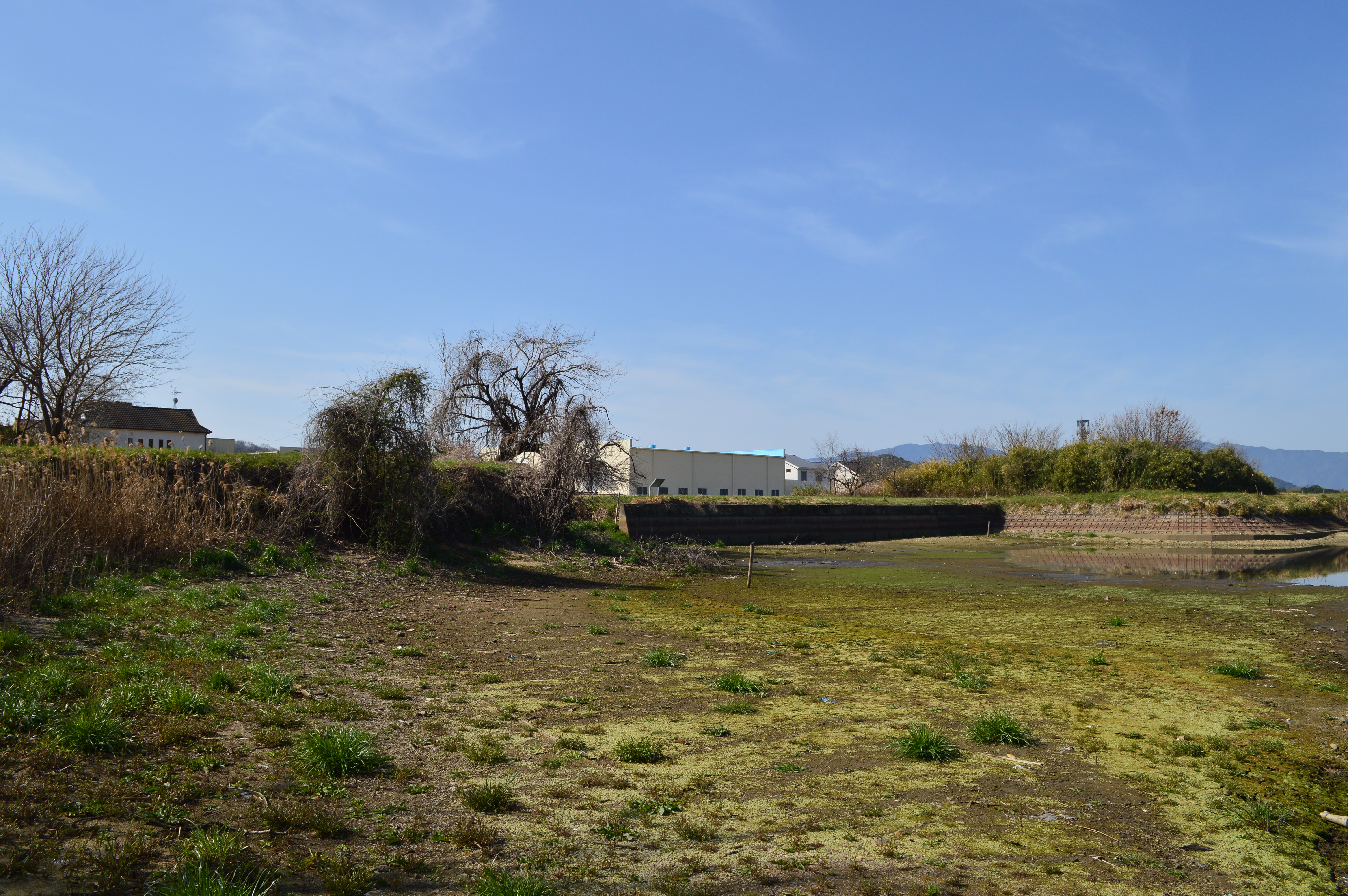
伽藍（吉備池側から望む）左に金堂跡、右奥に塔跡、間に吉備池南堤。

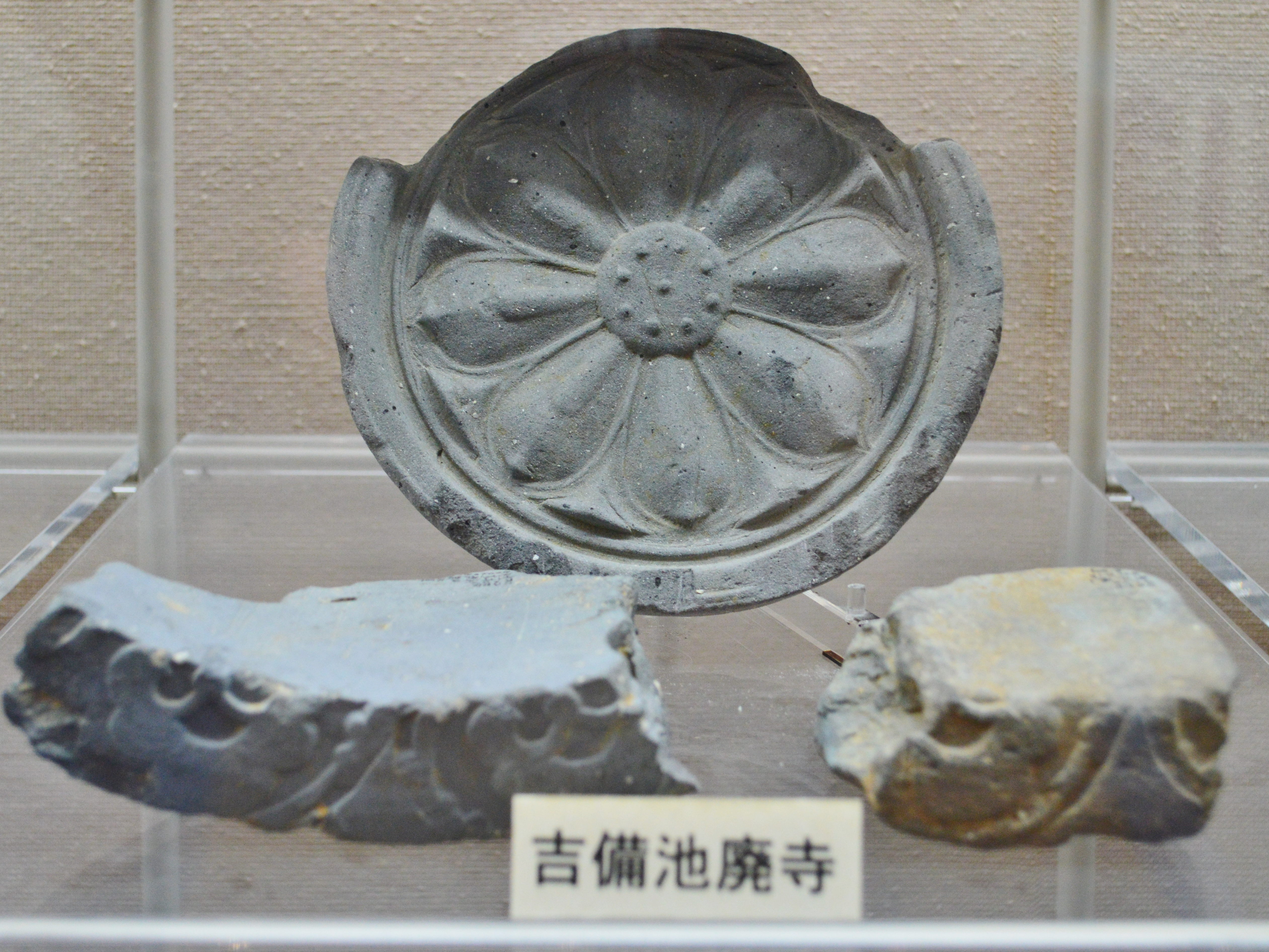
軒丸瓦・軒平瓦奈良文化財研究所藤原宮跡資料館展示。

寺域は南北260メートル・東西180メートル以上。金堂を東、塔を西に配する法隆寺式伽藍配置で（法隆寺式伽藍配置としては最古の例）、主要伽藍として金堂跡・塔跡・中門跡・回廊跡・僧房跡の遺構が認められる。現在では金堂跡・塔跡の基壇は吉備池の築堤と重複する。遺構の詳細は次の通り。
金堂
本尊を祀る建物。寺域東寄りに位置して南面する。基壇は約1メートルの掘込地業で、東西37メートル・南北25メートル・推定復元高さ2メートル以上を測る。基壇の規模は、平面積としては法隆寺金堂の3倍以上におよぶ。基壇化粧の痕跡は認められていないが、木製の壇正積基壇と推測される。基壇上面に礎石は遺存していないが、基壇の規模から基壇上建物は桁行7間・梁行4間と想定される。
基壇構築に際しては単一の種類の土で版築がなされる。これは斑鳩寺（法隆寺若草伽藍）にも見られる技術で、飛鳥寺以来の南朝・百済系統の技術とは一線を画する華北系統の技術と見られており、遣隋使が持ち帰ったものと推測される。
塔
釈迦の遺骨（舎利）を納めた塔。寺域西寄りに位置して南面する。基壇は掘込地業を伴わず、一辺約32メートル・推定復元高さ2.8メートルを測る。基壇の規模は、平面積としては法隆寺五重塔の4倍におよび、飛鳥寺院の他寺院や奈良時代の東大寺七重塔をしのぎ、文武朝大官大寺の九重塔や新羅皇龍寺の九重塔に匹敵する。基壇上面に礎石は遺存していないが、基壇中央部において巨大な心礎抜取穴が検出されている。基壇上建物は方7間（11尺等間）の九重塔と想定され、高さは80-90メートル（または100メートル以上）にも及んだと推定される。心礎は地上式と見られ、四天柱は心礎上に位置したと見られる。
中門
金堂の南、やや西寄り（寺域中軸寄り）に位置して南面する。基壇は削平されているが、周囲の雨落溝から東西12.0メートル・南北9.8メートル程度と推定される。基壇上建物は桁行3間・梁行2間の切妻造八脚門と見られる。
中門の位置は金堂の中軸から西にずれていることから、元々は金堂・塔のそれぞれに対応して中門は2棟存在した可能性が指摘される。塔側の中門（西中門）は未検出である。中門・回廊は金堂・塔・金堂院に比べて小規模であり、中門が2棟ある配置との関連性が指摘される。
回廊
中門左右から出て金堂・塔を囲む。南面・東面・西面で検出されており、東西156.2メートル（440大尺）を測る。基壇は幅5.4メートルで、基壇上建物は梁行11尺。前述の通り、回廊自体は金堂・塔・金堂院に比べて小規模なものになる。
僧房
僧の宿舎。金堂の北で2棟、その西で1棟の計3棟が検出されている。いずれも掘立柱の東西建物で、梁行2間。調査時点では最古の僧房遺構になる。これらのほかにも多数の僧房が存在したと推測される。
そのほかに講堂は未検出のため明らかでない。
寺域からの出土品としては多量の瓦がある。軒丸瓦は4種類（IA・IB・II・III）、軒平瓦は3種類（IA・IB・III）があるが、出土瓦のほとんどは創建時の単弁八弁蓮華文軒丸瓦（IA・IB）・型押し忍冬唐草文軒平瓦（IA・IB）である。葺替用の瓦は認められないほか、創建期瓦の出土点数も少ないため、建物が別の場所に移されたことが確実視される。創建期軒丸瓦は山田寺（643年造営開始）金堂瓦に先行し、軒平瓦は斑鳩寺（法隆寺若草伽藍）に後出することから、630年代-640年代初頭の創建と推定される。軒丸瓦IA・IB型式はその後に楠葉平野山瓦窯に運ばれて四天王寺の瓦生産に使用され、IB型式はさらに海会寺の創建瓦生産に使用されている。III型式は平安時代のものであり、11世紀前半頃に付近に小規模な瓦葺仏堂が建てられていたと見られる。
なお『大安寺伽藍縁起并流記資財帳』には、建立の際に子部社を切り開いたために神の怨みで九重塔・金堂が焼き破られたと見えるが、吉備池廃寺の金堂・塔の発掘調査では焼失痕は認められていない。『日本書紀』には同様の記事の記載はないが、大寺の焼失とあれば『日本書紀』に記載されるはずであるため、九重塔の焼失は史実ではないとされる。

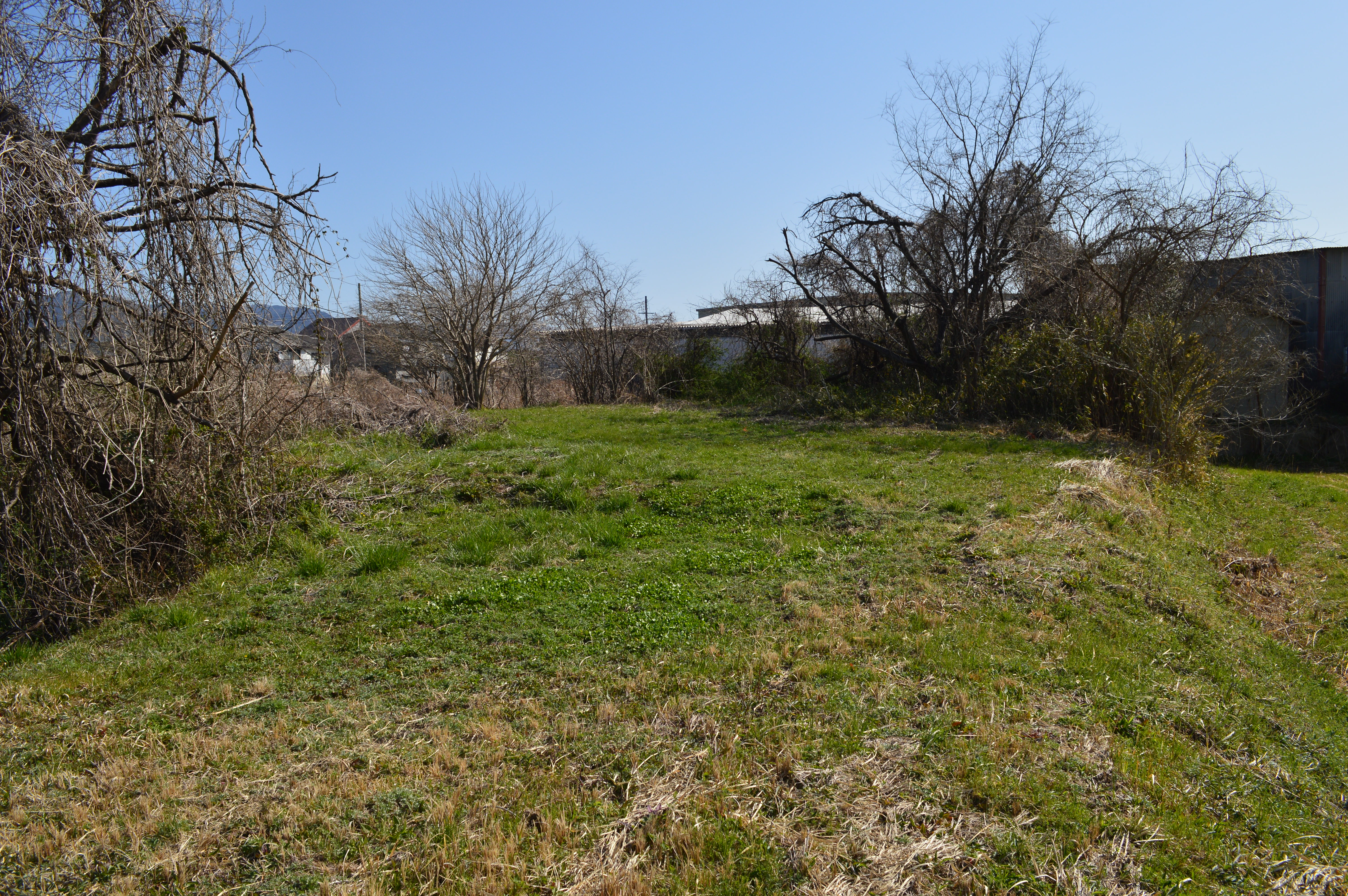
金堂跡
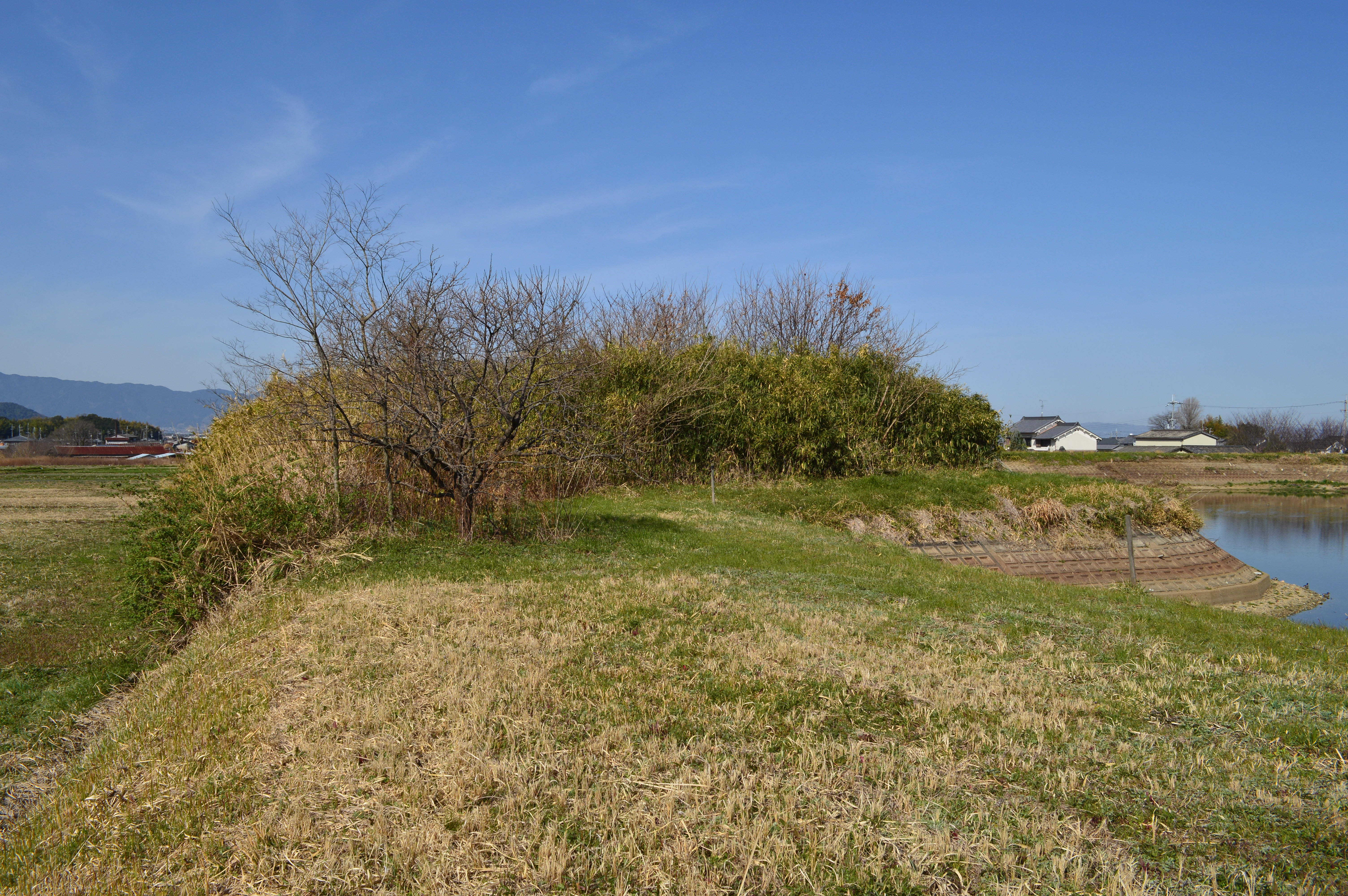
塔跡

## 文化財

### 国の史跡
- 吉備池廃寺跡 - 2002年（平成14年）3月19日指定[2]。